# Kolegiátní kapitula Všech svatých na Hradě pražském
Kolegiátní kapitula Všech svatých na Hradě pražském byla založena v roce 1339 moravským markrabětem Karlem I. pro 11 kanovníků.

## Dějiny kapituly

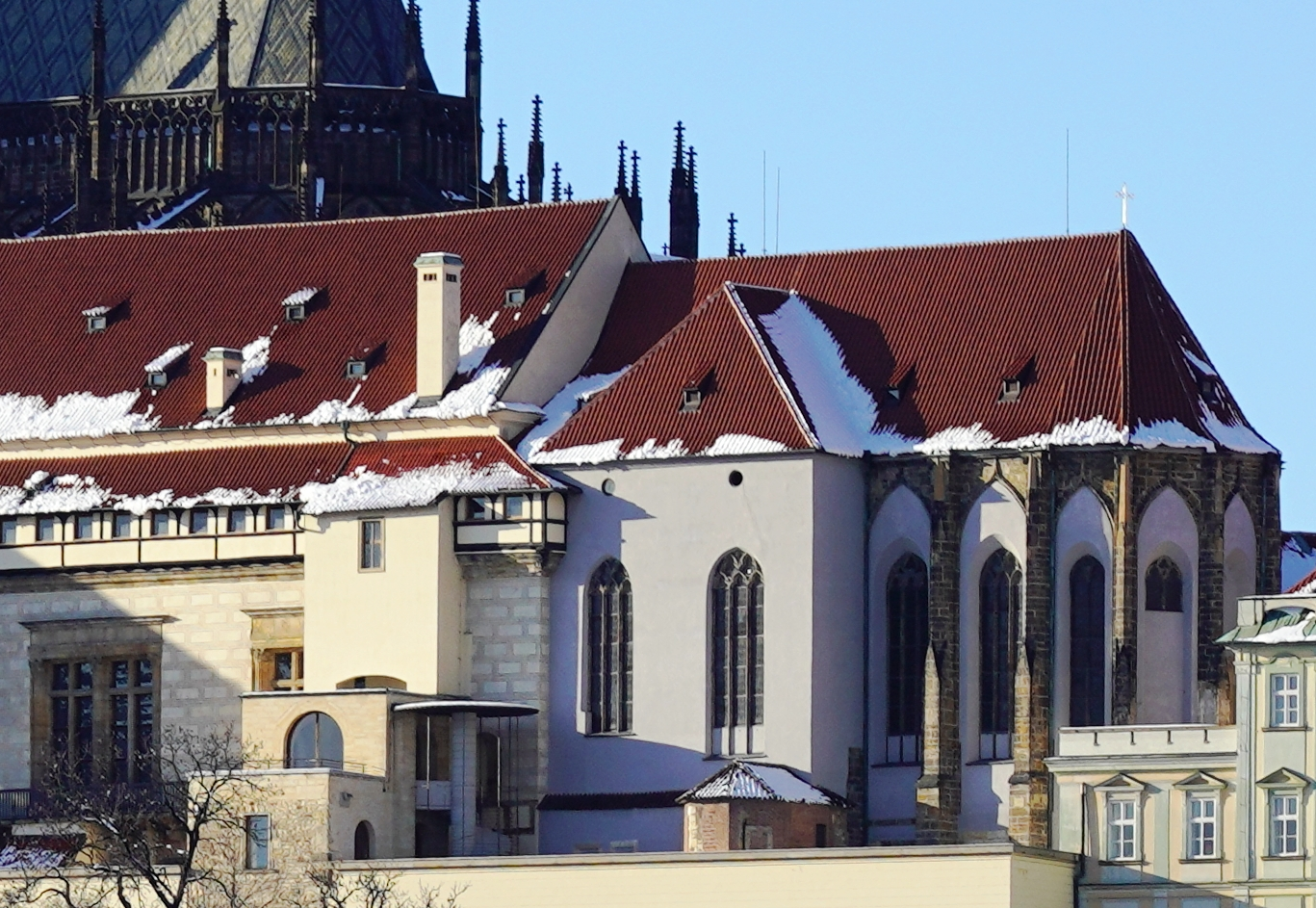
Kaple Všech svatých

Už za dob románského přemyslovského hradu byla na hradě královská kaple. Byl při ní odedávna sbor kněží, kteří byli většinou úředníky královské kanceláře. 8. ledna 1295 přenesl Václav II. ke kapli mělnickou kapitulu. Toto opatření trvalo však jen asi 5 let. Pak byl sice při kapli sbor kněží, jejichž představený se nazýval proboštem, avšak tento sbor ještě neměl statut kapituly. K jejímu zřízení dal souhlas pražský biskup Jan IV. spolu se Svatovítskou kapitulou dne 22. února 1339. Karel IV. píše ve svém životopise, že založil kapitulu u Všech svatých, aniž uvádí přesné datum. Bylo to nejspíš v první polovině roku 1339, ač se uvádí též datum 1. prosince 1340. Zakládací listinu potvrdil papež Benedikt XII. O sboru kanovníků se píše v kronikách až od roku 1343.
Pro vývoj kapituly je rozhodující rozhodnutí Karla IV. z 30. července 1366, potvrzené papežem Urbanem V. 15. prosince 1367, podle kterého kanonikáty u Všech svatých se obsazují mistry Karlovy koleje – tedy profesory Karlovy university.
Kapitula měla probošta, děkana a určitý počet kanovníků, který se během doby měnil. Z dignit měl probošt vždy čestné postavení v čele kapituly, děkan (kterého v prvních dobách kapitula volila) vedl hospodářské záležitosti, stanovil pořad bohoslužeb apod. Karel IV. určil, že kanovníci nemají mít mnoho liturgických funkcí, aby se mohli věnovat studiu a přednáškám.
V husitských dobách ztratila kapitula snad všechny své statky, a tím se stalo, že její kanonikáty i dignity spojovali kanovníci svatovítští se svými prebendami. Královská kaple, kterou Karel IV. zamýšlel vybudovat jako obdobu pařížské Sainte Chapelle, byla skoro zničena velkým požárem Malé Strany a Pražského hradu v roce 1541. Řadu let byla v troskách, až ji dala Alžbeta Habsburská, vdova po francouzském králi Karlu IX., sestra Rudolfa II., znovu postavit v podstatě v dnešní podobě. Pražský arcibiskup Antonín Brus z Mohelnice ji vysvětil 20. srpna 1580. Jeho nástupce Martin Medek do ní dne 29. května 1588 přenesl domnělé ostatky sv. Prokopa a uložil je do oltáře, který byl zřízen uprostřed presbytáře. Roku 1768 byl oltář přemístěn.
Kapitulu obnovil Ferdinand II. dne 20. března 1623 a v nové zakládací listině jí připsal vesnice Choteč a Zbuzany, které zůstaly v jejím majetku po několik století. Zřízením Ústavu šlechtičen zanikl děkanův dům, který byl hned vedle kaple, kanovnická místa byla nadále spojována s kanonikáty (dignitami) svatovítskými. Statuta z 15. července 1627 se nezmiňují o tom, že kapitula je vyhrazena profesorům Univerzity Karlovy.
Vzhledem k malému výnosu majetku (kromě Chotče a Zbuzan sem patřily ještě Všestudy, Kyšice, pro děkana Chenicze a mluví se o budějovické dani) má kapitula v této době jen probošta, děkana a 2 kanovníky de numero participantium a pak kanovníky titulární.
Jeden z nejvýznamnějších dignitářů byl Adam Ignác Mladota ze Solopysk († 1708), který s děkanstvím u sv. Víta spojoval proboštství u Všech svatých. Užíval zjednodušeného erbu, jak je patrné na tzv. Mladotově domě na Hradčanech. V roce 1775 byl děkanem významný reformátor školství Ferdinand Kindermann, který se později stal litoměřickým biskupem. V důsledku toho byli pak častěji jmenováni do kapituly kněží se zásluhami o vyučování a vědy. Posledním kanovníkem svatovítským, který současně držel kanonikát u Všech svatých, byl Karel Fischer, profesor Nového zákona († 1833).
Držitelé kapitulních dignit u Všech svatých měli právo nosit pontifikálie: probošt je dostal od papeže Klementa X. dne 11. června 1673, děkan od Řehoře XVI. dne 17. února 1843.
Někteří dignitáři přijímali opatskou benedikci. Od roku 1820 se jevila snaha zlepšit hospodářské postavení kapituly. Proto se neobsazovaly dignity a jejich výnos se ukládal. Dne 14. března 1837 vydal král Ferdinand V. obnovenou zakládací listinu, kterou provedl výnos gubernia z 10. února 1842. Ani v této listině však nejsou kanonikáty vyhrazeny profesorům. Tato listina upravuje hmotné poměry s odvoláním na výnos statku v Chotči a Zbuzanech. Už v roce 1833 měla kapitula značný výnos ve fundacích.
Od té doby se finanční poměry kapituly upevňovaly (v letech 1837–1881). Proto 18. února 1884 rozhodl František Josef I. o obnově kapituly. Na základě tohoto rozhodnutí vydal pražský arcibiskup Bedřich kardinál Schwarzenberg zakládací listinu. Ta stanovila, že kapitula má 2 dignity a 6 sídelních kanonikátů. Členy kapituly mají být profesoři bohoslovecké fakulty, výjimečně také kněží zasloužilí ve výchově a vyučování. Statuta potvrzená arcibiskupem ze dne 25. ledna 1885 stanovila úkoly a povinnosti jednotlivých kanovníků a dignitářů. S účinností od 1. června 1987 pražský arcibiskup František kardinál Tomášek obnovil kapitulu tím, že jmenoval dva dignitáře a 3 kanovníky a kapitulou byla vypracována nová statuta schválená tehdejším pražským arcibiskupem dne 28. ledna 1987.

## Bývalí kanovníci

### Zemřelí kanovníci
- Jan Očko z Vlašimi (proboštem v letech 1339 až 1351)
- Petr II. z Rožmberka (proboštem do své smrti 16. listopadu 1384)
- Zikmund z Budějovic (proboštem v letech 1419 až 1420)
- Fagellus Villaticus Šimon (proboštem kolem roku 1550)
- Jan Adam Vratislav z Mitrovic (proboštem v letech 1708 až 1719)
- Jan Josef Vratislav z Mitrovic (proboštem v letech 1719 až 1733)
- ThDr. Ferdinand Kindermann (děkanem od roku 1777 do 10. června 1790)
- František Xaver Kryštůfek (infulovaným proboštem, zemřel roku 1916)
- František Xaver Blanda (1838-1917) kanovník 1887, děkanem od roku 1913
- Prof. ThDr. Jan Ladislav Sýkora, kanovník v r. 1899, probošt v r. 1916
- Msgre. prof. ThDr. Antonín Vřešťál (23. října 1849 – 13. ledna 1928, kanovníkem od 1. prosince 1900, děkanem od roku 1918)
- Josef Rieber
- Alois Soldát
- Josef Zaus
- Karl Hilgenreiner
- Alois Kudrnovský
- Prof. ThDr. PhDr. August Rohling (15. března 1839 – 23. ledna 1931)
- František Endler (27. května 1858 – 8. ledna 1937)
- Josef Vajs
- ThDr. Václav Bartůněk (26. června 1899 – 30. března 1985)
- ThDr. Antonín Salajka (24. dubna 1901 – 2. srpna 1975)
- prof. ThDr. Jaroslav Kadlec (10. března 1911 – 3. ledna 2004, probošt)
- prof. ThDr. Josef Kubalík (26. června 1911 – 5. května 1993, kanovník od roku 1975, probošt od 1987)
- Mons. ThLic. Karel Pilík (24. prosince 1918 – 1. dubna 2007, kanovník od roku 1990)
- Mons. ThDr. Josef Hermach (29. května 1924 – 25. prosince 2002, sídelním kanovníkem od 15. října 1997)
- Mons. ThDr. Josef Koukl (8. listopadu 1926 – 22. května 2010, kanovník)
- prof. ThDr. Václav Wolf (děkanem od 1. května 1987 do 19. října 2010, kanovníkem do 19. října 2010)

... a řada dalších

### Dosud žijící bývalí kanovníci
- Dr. Albert-Peter Rethmann (sídelním kanovníkem a proboštem od 3. července 2010 do 9. března 2012)
- prof. PhDr. Tomáš Petráček, Ph.D., Th.D. (* 1. června 1972, sídelním kanovníkem od 3. července 2010 do 1. března 2020)[1]

## Současní kanovníci
- probošt: Mons. Dr. Jan Mráz, (sídelním kanovníkem od 3. července 2010, proboštem od 1. listopadu 2022)[2]
- emeritní probošt: Mons. prof. PhDr. Petr Piťha, CSc., Dr.h.c. (sídelním kanovníkem od 4. ledna 2012, proboštem od 3. července 2012)[3]
- děkan: Mons. PhDr. JCLic. Milan Hanuš (sídelním kanovníkem od 13. září 2010)
- kanovník senior: doc. Josef Hřebík ThD., SSL (sídelním kanovníkem od 1. listopadu 2006)

Další kanovníci:
- RNDr. Matúš Kocian, Ph.D. (sídelním kanovníkem od 1. ledna 2017)
- JCLic. PhDr. Mgr. Radim Cigánek (sídelním kanovníkem od 1. října 2021)[4]
- doc. ThLic. Jaroslav Brož ThD., SSL (nesídelní kanovník, sídelním kanovníkem od 3. července 2010)
- ThLic. Jan Kotas (nesídelní kanovník, sídelním kanovníkem od 3. července 2010, děkanem od 1. listopadu 2010)